# Platz des Grundgesetzes

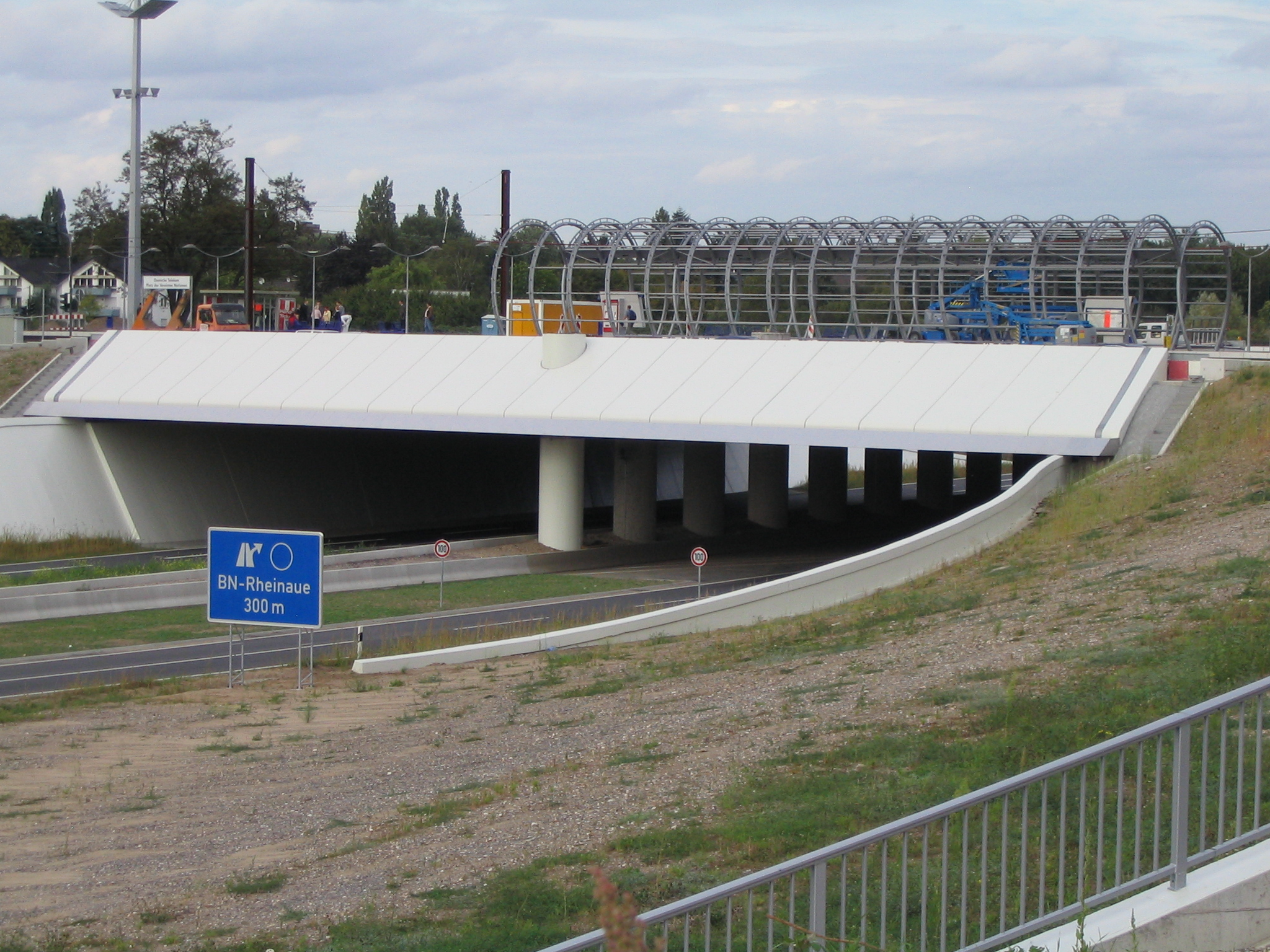
Platz des Grundgesetzes während der Bauphase (September 2004)

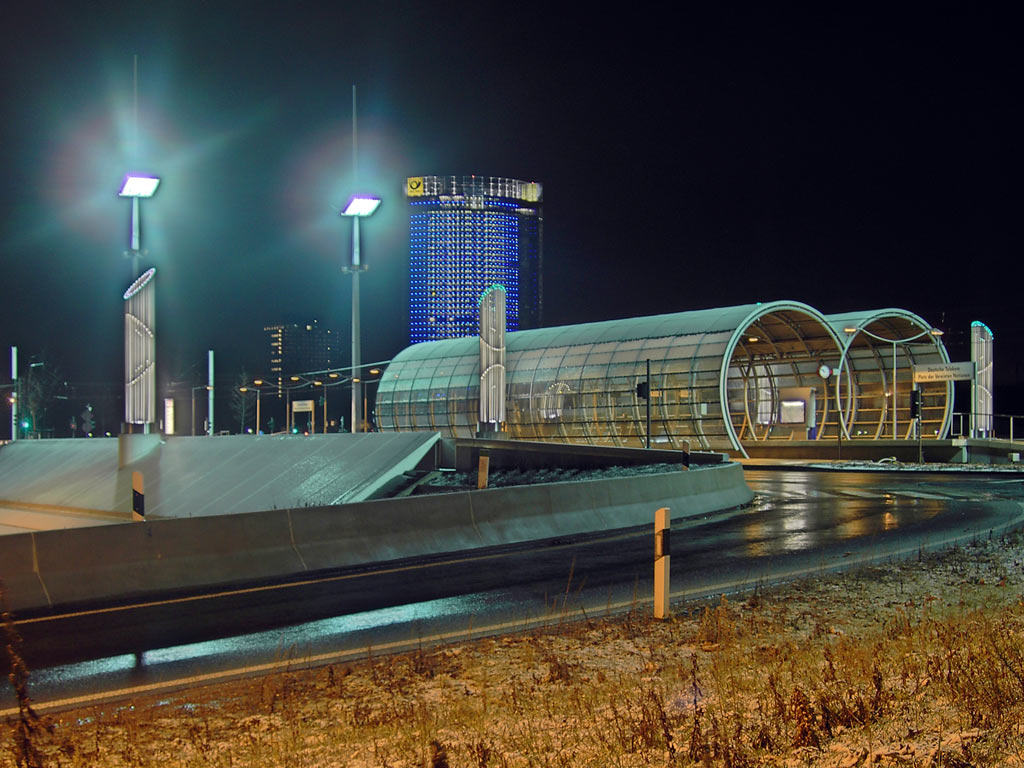
Kreuzung A562/B9 und Post Tower bei Nacht

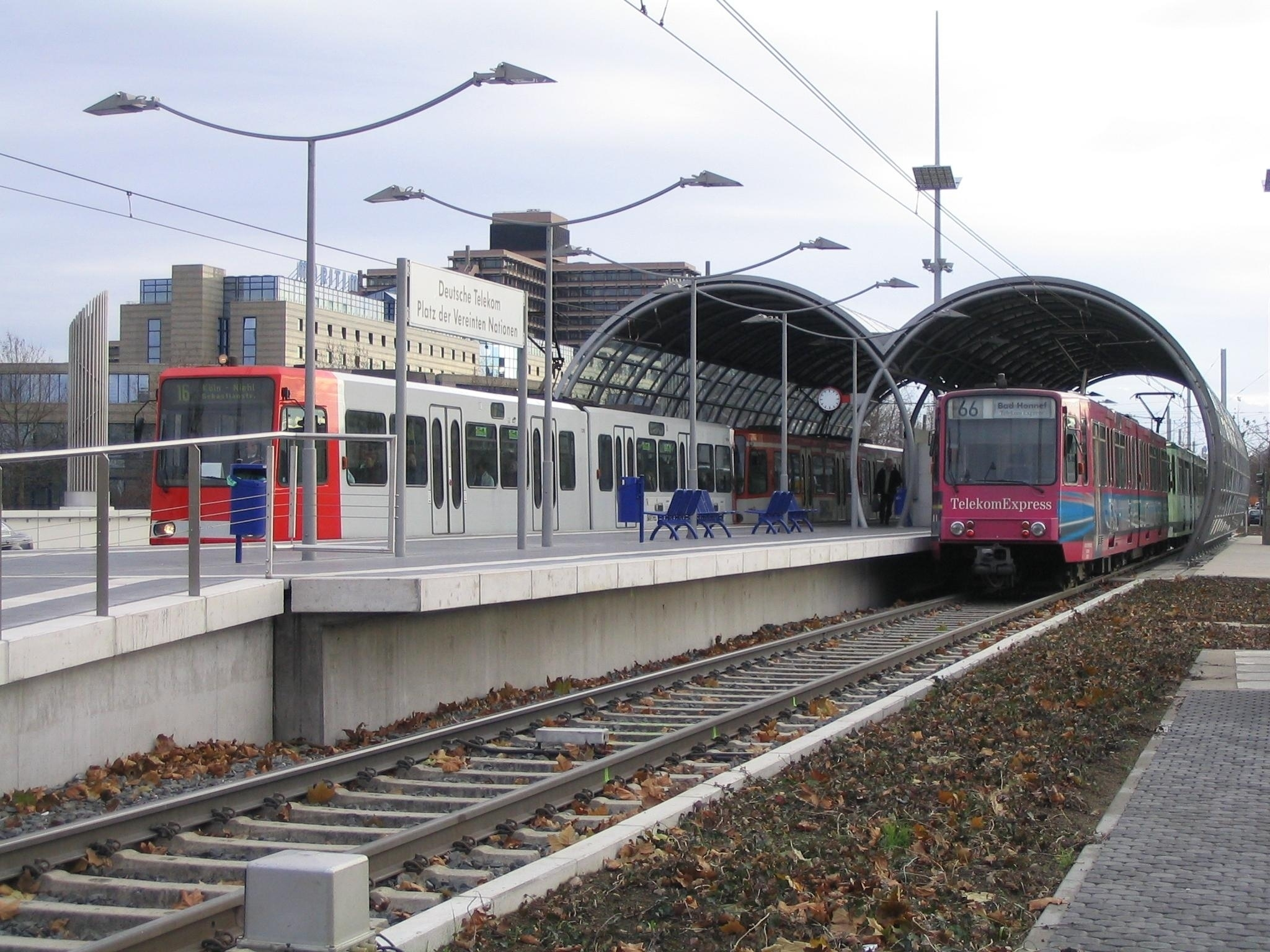
Blick auf die Stadtbahn-Haltestelle Olof-Palme-Allee

Der Platz des Grundgesetzes (bis Juli 2008: Platz der Vereinten Nationen) ist der Knotenpunkt der Bundesautobahn 562 (Südbrücke) mit der Bundesstraße 9 in Bonn. Er befindet sich auf der Grenze der Stadtbezirke Bonn und Bad Godesberg bzw. der Ortsteile Gronau und Hochkreuz. Seit Ende 2003 sind alle Fahrbeziehungen nutzbar, im Laufe des Jahres 2004 wurde der Verkehrsknotenpunkt, auf dem sich auch eine Stadtbahn-Haltestelle befindet, fertiggestellt. In den „Ohren“ der Autobahn-Auf- und Abfahrten sind Fahnenstangen für die damals 191 Mitgliedstaaten der Vereinten Nationen vorhanden, wo zu besonderen Anlässen Fahnen wehen. Besondere Lichtkünste runden die Kreuzung ab. Zur Beleuchtung kommen vier Reflektorstrahler zum Einsatz, wie sie auch in Fußballstadien zu finden sind. Außerdem wurden vier Lichtstelen aufgestellt.

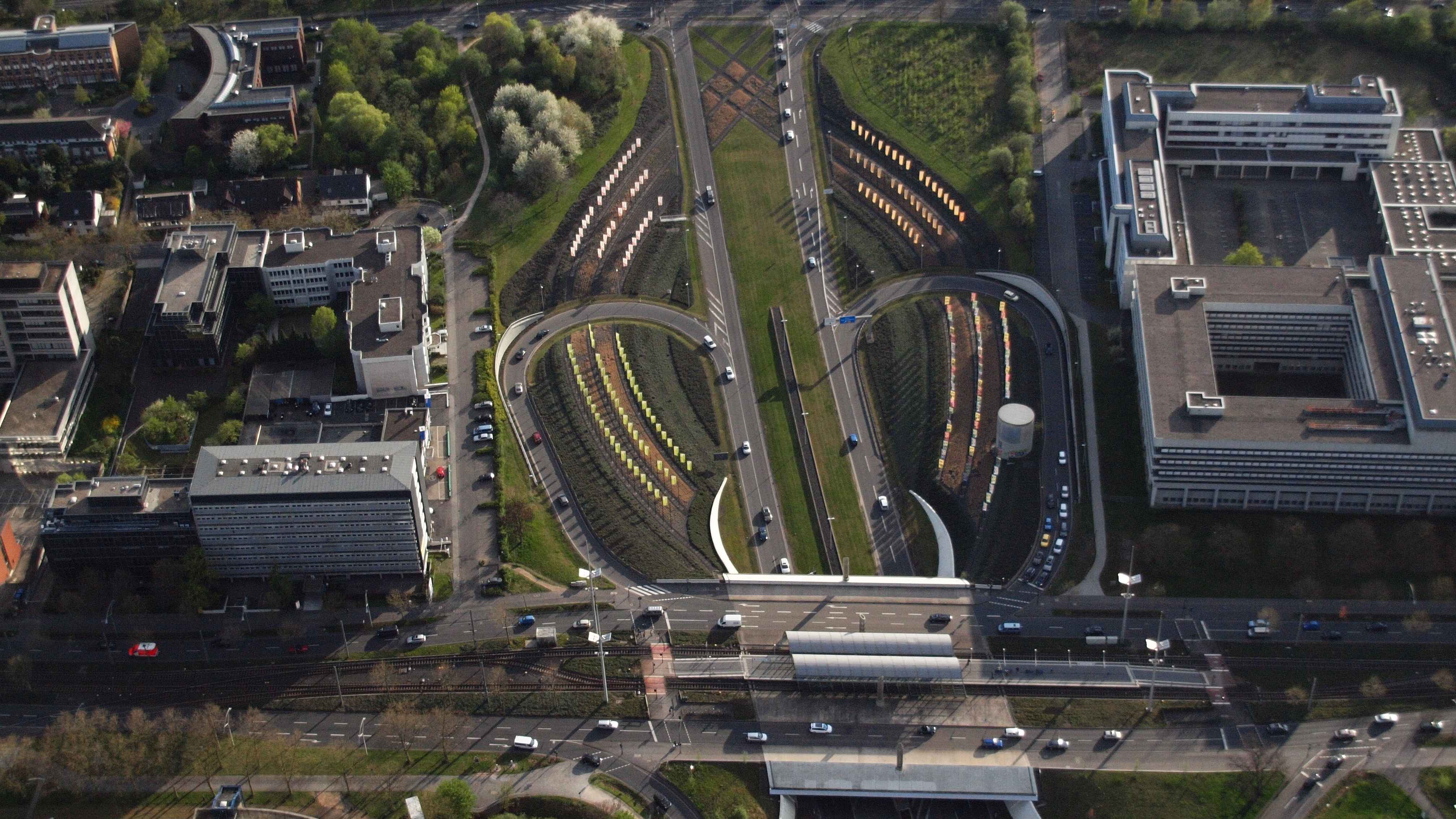
Luftaufnahme der Kreuzung (2013)

## Geschichte

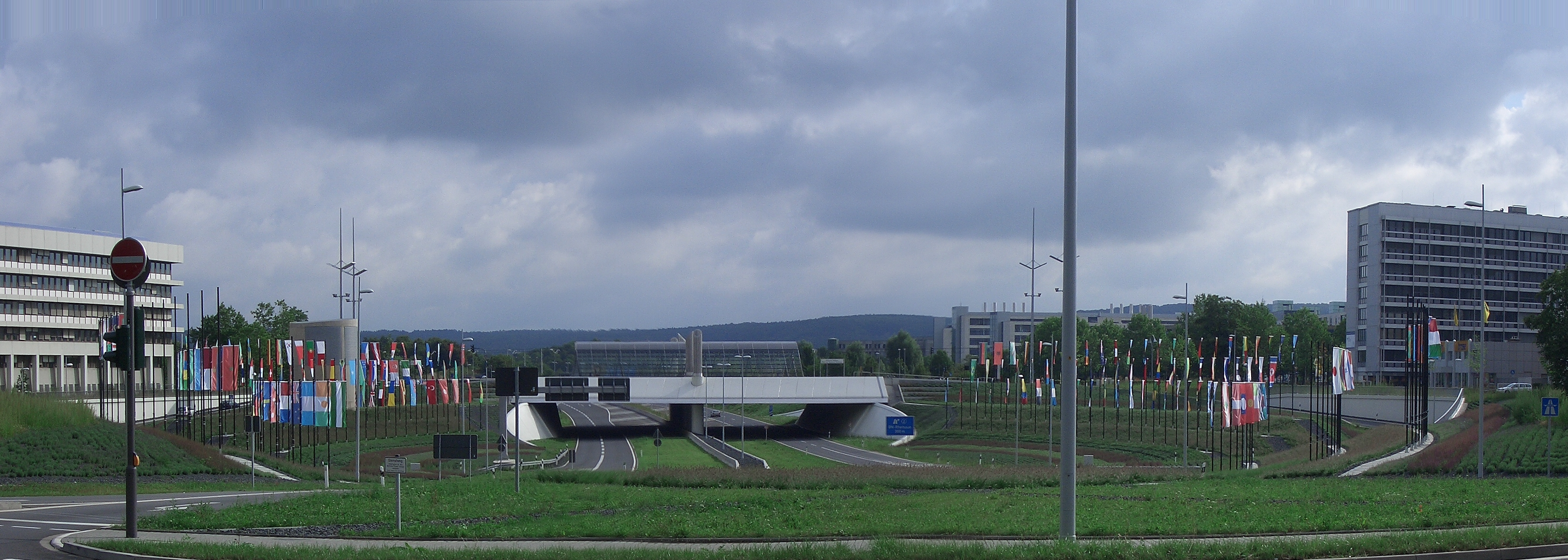
Beflaggter Platz der Vereinten Nationen (Sicht West nach Ost)

Seit dem Bau der A 562 endete diese linksrheinisch an einer provisorischen Anschlussstelle mit der B 9. Die Stadt Bonn wünschte sich für diesen wichtigen Knotenpunkt am Eingang des Bundesviertels eine repräsentative Gestaltung, die nach einem Entwurf des israelischen Künstlers Dani Karavan durchgeführt werden sollte. Deshalb wurde der Platz lange als Karavan-Knoten bezeichnet.
Während es unbestritten war, dass das Provisorium ein Nadelöhr im Straßenverkehr der Region darstellte – insbesondere fehlte die Möglichkeit, von der Autobahn kommend nach Süden auf die B9 abzubiegen – gab es in zahlreichen Fragen der Umsetzung Streitigkeiten, die sich über zwei Jahrzehnte zogen. Neben Grundstücks- und Finanzierungsfragen ging es dabei auch um die Berücksichtigung eines möglichen Weiterbaus der Autobahn unter der Bahnstrecke hindurch in einen möglichen Venusbergtunnel (Südtangente).  Eine Verlängerung nach Westen unter der Bahnlinie hindurch mit Anschluss an die Servatiusstraße wird derzeit (2008) diskutiert.

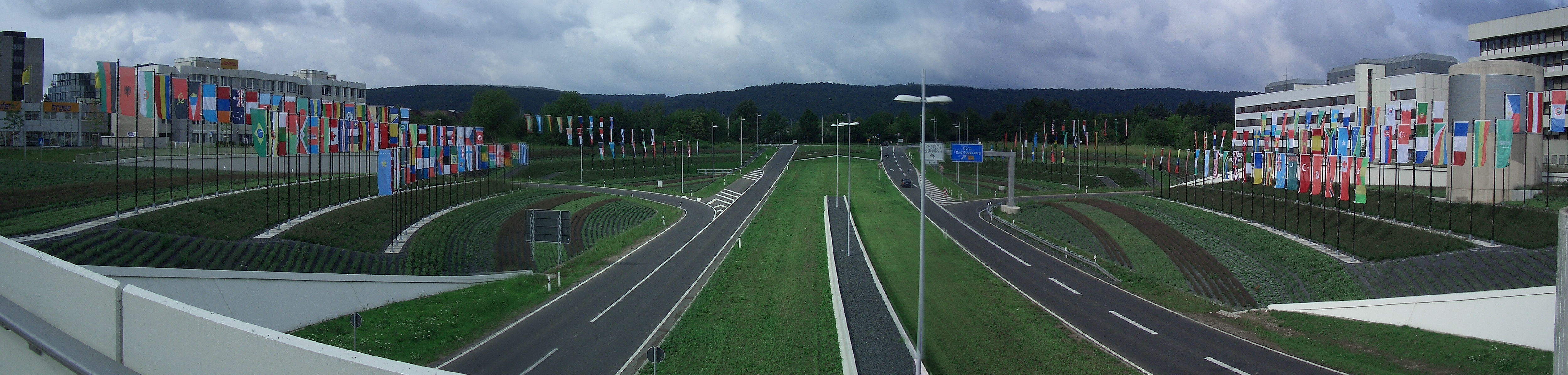
Beflaggter Platz der Vereinten Nationen (Sicht Ost nach West)

1998 begann der Umbau des Knotenpunktes. Weil Karavan nach einigen Planungsänderungen die Nutzung seines Namens verbot, wurde die Baustelle nun als Europaplatz bezeichnet. Als Fertigstellungstermin wurde Mitte 2002 anvisiert, die Kosten mit 25 Millionen Euro eingeplant.
In der Folge entstanden drei Brücken für die B 9 und die mittig verlaufende Stadtbahnstrecke Bonn–Bad Godesberg der Stadtbahn Bonn mitsamt aufwändig gestalteter Haltestelle, je zwei Rampen und „Ohren“ sowie ein Lüftungsgebäude für die Klimaanlage des Landesbehördenhauses. Das nach Plänen des Ateliers von Johannes Dinnebier ausgeführte Beleuchtungskonzept wurde noch während der Bauphase geändert. So wurden nur die vier (von zwölf geplanten) Lichtstelen aufgestellt, deren Fundamente bereits gut sichtbar betoniert worden waren. Während der Bauzeit wurde der Name des Knotens erneut geändert. Die Bezeichnung lautete zu diesem Zeitpunkt Platz der Vereinten Nationen, weswegen in den „Ohren“ zu besonderen Anlässen die Fahnen aller damaligen Mitgliedstaaten der Vereinten Nationen wehen.
Am 16. Dezember 2004 wurde die Stadtbahn-Haltestelle offiziell eingeweiht.
Sie war schon am 1. November 2003 für den Verkehr freigegeben worden. Im Oktober 2004 wurde die Beleuchtung installiert. Am 3. August 2005 wurden die 191 Flaggen zum ersten Mal gehisst und die Bauphase damit endgültig abgeschlossen. Seither wehten sie insbesondere bei Vertragsstaatenkonferenzen der Vereinten Nationen, weshalb sie teilweise über ein halbes Jahr ungehisst blieben. Das einmalige Aufziehen und Herunterholen aller Fahnen kostet ungefähr 5000 Euro, was zehn Prozent der Marketingausgaben der Stadt darstellt.
Im Juni 2008 beschloss der Stadtrat der Stadt Bonn die ersatzlose Aufhebung des Platznamens Platz der Vereinten Nationen. Diese Bezeichnung wurde auf einen Teil der ehemaligen Görresstraße, die sich nahe dem sogenannten UN-Campus befindet, übertragen. Damit trägt der Knotenpunkt zwischen B 9 und A 562 keinen eigenen Namen mehr. Diskutiert wurden die Bezeichnungen Olof-Palme-Platz, Helmut-Kohl-Platz, (erneut) Europaplatz, Otto-Wels-Platz sowie eine bewusste Namenlosigkeit des Platzes. Anlässlich des 75. Jahrestages des Grundgesetzes erfolgte schließlich im Mai 2024 die Umbenennung in Platz des Grundgesetzes.